# Yumeko Aizome
Yumeko Aizome (逢初 夢子 Aizome Yumeko?,  Inawashiro, Prefectura de Fukushima, 25 de diciembre de 1915), cuyo verdadero nombre es Yachiyo Yokoyama (横山 八千代 Yokoyama Yachiyo?), fue una actriz japonesa. 

## Biografía

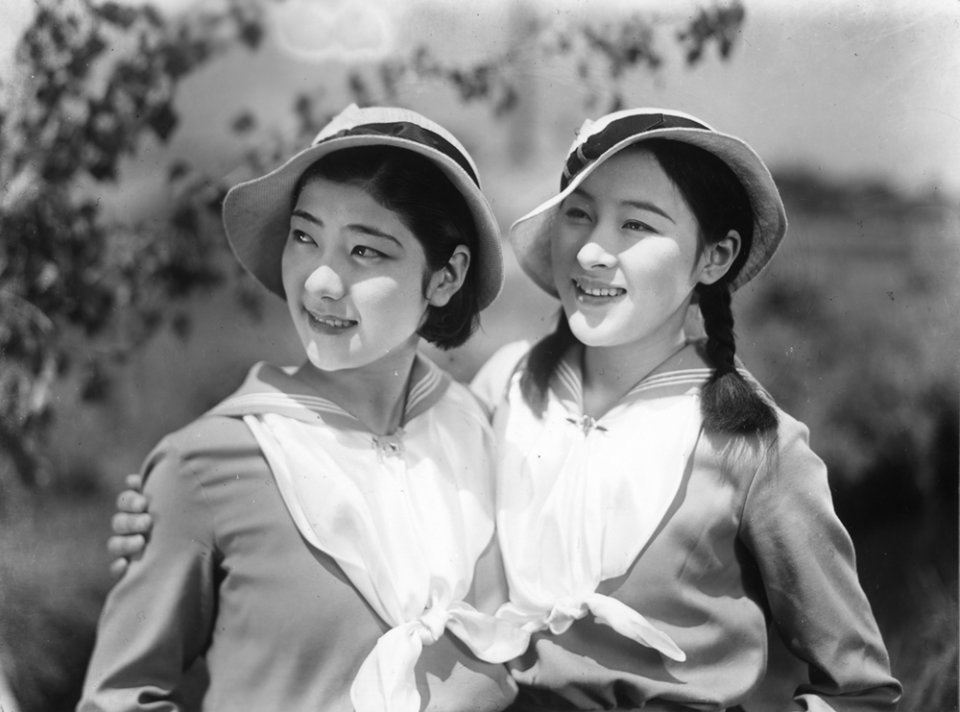
Aizome (derecha) junto a Sanae Takasugi en Nuestra vecina, la señorita Yae, 1934.

Aizome nació bajo el nombre de Yachiyo Yokoyama el 25 de diciembre de 1915, en la ciudad de Inawashiro, Fukushima. Su padre murió cuando tenía apenas seis meses de edad y su madre murió cuando tenía diez años. Después de perder a ambos progenitores, Aizome le cedió sus pertenencias a su tío y se trasladó a Tokio con su hermano mayor, donde asistió a la escuela primaria. En julio de 1930, abandonó la secundaria para unirse a Shochiku como actriz de teatro. Su primer papel fue el de una pirata en una obra titulada Merry Go Round. Actuó en el escenario hasta que hizo su debut en la pantalla grande con la película de 1932, Moth Eaten Spring de Mikio Naruse, la cual ahora está perdida.
A principios de 1933, apareció en la película Hijōsen no Onna de Yasujirō Ozu. Luego interpretó a Masumi, una prostituta y amiga del personaje principal en Japanese Girls at the Harbor de Hiroshi Shimizu. En 1934, apareció en su segunda y última película de Ozu, Haha o kowazuya. Ese mismo año actuó junto a Yoshiko Okada en la película de Yasujiro Shimazu, Nuestra vecina, la señorita Yae, interpretando al personaje principal de Yaeko. Apareció en numerosas películas durante los años 1930 y 1940, incluidas películas de Mikio Naruse, Hiroshi Shimizu y Heinosuke Gosho. En 1947, interpretó a la hermana del personaje de Setsuko Hara en Anjō-ke no butōkai. En 1953, tuvo un papel menor en Epitome. Se retiró de la actuación en 1955, pero en 1965 hizo una aparición más en la película Kiri no Hata de Yoji Yamada.
En 1985, Aizome fue entrevistada junto con su coestrella de Tonari no Yae-chan, Sanae Takasugi. Desde entonces, se desconoce si todavía está viva o no.

## Vida personal
En 1942, Aizome contrajo matrimonio con el nadador olímpico y dos veces medallista de oro, Masanori Yusa. Su nombre de casada fue Yachiyo Yusa. La pareja tuvo una hija, Makoto (nacida el 28 de febrero de 1942), que se convirtió en actriz bajo el nombre de Naoko Yusa.

## Filmografía selecta
- Hijōsen no Onna (1933) - Misako
- Japanese Girls at the Harbor (1933) - Masumi
- Haha o kowazuya (1934) - Mitsuko
- Nuestra vecina, la señorita Yae (1934) - Yaeko
- Anjō-ke no butōkai (1947) - Akiko Anjō
- Kiri no Hata (1965) - Yoshiko Ôtsuka